# スフリエール山 (セントビンセント・グレナディーン)
スフリエール山（スフリエールさん、La Soufrière、またはスフリエール・セントビンセント、Soufrière Saint Vincent）は、カリブ海のウィンドワード諸島にあるセントビンセント島の活火山である。

## 地理と構造
標高1,234 mあるスフリエール山はセントビンセント島の最高峰であると同時に、島国であるセントビンセント・グレナディーンの最高標高地点である。スフリエール山は火口湖を持つ成層火山であり、島の最北に位置する最も新しい火山でもある。

## 噴火の歴史

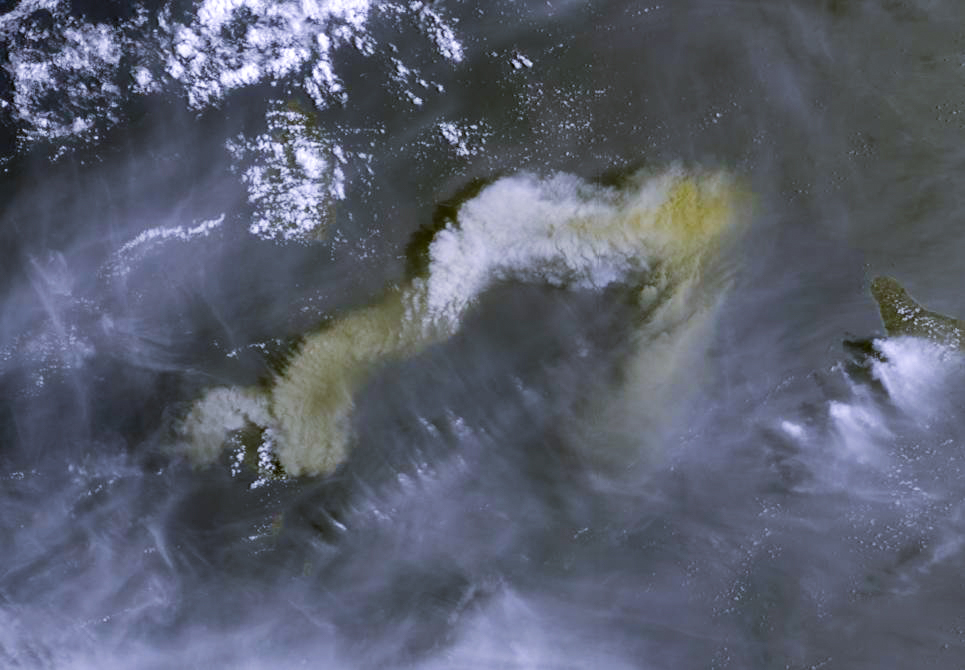
2021年4月9日の噴火

スフリエール山では、1718年、1812年、1902年、1971年、及び1979年に激しい噴火が発生している。
マルティニークにあるプレー山の噴火のわずか数時間前に発生した1902年5月7日の噴火では火砕流により1,680人が死亡した。この噴火におけるほとんどの死者はカリブ海海岸に近い地域で亡くなっている。なお、この噴火の際に、カリブ族地域の一部に過ぎなかったこの島に存在していたカリブ文化最後の巨大な遺跡は破壊された。この時の噴火では、プリニー式噴火で発生した噴煙柱が自重で崩壊して地表を流れ下った。現在ではこの噴火様式を「スフリエール式火砕流」と呼んでいる（翌日の3万人が死亡したプレー山の噴火も同様のものと考えられている）。
1979年4月に記録された中では最後となる噴火が発生した。この際には、事前に警告が出されていたことにより死傷者はなかった。
カリブ海にある多くの火山がスフリエール（フランス語で"硫黄の放出口"の意）と名付けられている。モントセラトにあるスーフリエール・ヒルズとグアドループにあるスフリエール山がそれに当たる。
ジョゼフ・マロード・ウィリアム・ターナーによって1812年4月13日の噴火の様子が描かれており、リヴァプール大学のビクトリア美術館&博物館に所蔵されている。
2021年4月8日に、スフリエール山において噴火が差し迫っているとの災害警報が発せられ、セントビンセント島の住民の一部に避難警報が出された。
2021年4月9日に、40年ぶりに噴火し、1万6000人に避難命令が出された。被害はセントビンセント島のみならず、西風に乗った火山灰は東隣のバルバドス島にも大量に降り、同国に重大な影響を及ぼした。